# Étoile Carouge Football Club 2019-2020
Questa voce raccoglie le informazioni riguardanti il Étoile Carouge Football Club nelle competizioni ufficiali della stagione 2019-2020.

## Stagione
Nella stagione 2019-2020 l'Etoile Carouge, allenato da Jean-Michel Aeby, concluse il campionato di Promotion League al 4º posto. In Coppa Svizzera l'Etoile Carouge fu eliminato al primo turno dal Young Boys.

## Rosa
| N. |                         | Ruolo | Calciatore               |
| -- | ----------------------- | ----- | ------------------------ |
| 1  | Svizzera (bandiera)     | P     | Léo Lécureux             |
| 3  | Francia (bandiera)      | D     | Quentin Vieira           |
| 3  | Svizzera (bandiera)     | A     | Raiyan Puntel            |
| 5  | Svizzera (bandiera)     | C     | Alban Ramadani           |
| 6  | Svizzera (bandiera)     | C     | Samuel Gomis             |
| 7  | Svizzera (bandiera)     | A     | Matias Vitkieviez        |
| 8  | Svizzera (bandiera)     | C     | Aurélien Chappuis        |
| 9  | Francia (bandiera)      | A     | Lakdar Boussaha          |
| 10 | Portogallo (bandiera)   | C     | Mario Machado            |
| 11 | Francia (bandiera)      | C     | Kevin Mvele              |
| 12 | Francia (bandiera)      | A     | Marveen Moreira Sooklaul |
| 13 | Mauritania (bandiera)   | D     | Sally Sarr               |
| 13 | RD del Congo (bandiera) | A     | Beni Mangana             |

| N. |                     | Ruolo | Calciatore          |
| -- | ------------------- | ----- | ------------------- |
| 14 | Camerun (bandiera)  | D     | Loïc Ombala         |
| 15 | Senegal (bandiera)  | D     | Babacar Dia         |
| 16 | Svizzera (bandiera) | C     | Eldar Suljicic      |
| 17 | Svizzera (bandiera) | A     | Oscar Correia       |
| 18 | Svizzera (bandiera) | P     | Damien Chappot      |
| 19 | Svizzera (bandiera) | C     | Loris Mettler       |
| 20 | Francia (bandiera)  | C     | Geoffrey Tréand     |
| 21 | Svizzera (bandiera) | C     | Ruben Fernandez     |
| 22 | Svizzera (bandiera) | D     | Damien Vanzo        |
| 23 | Kosovo (bandiera)   | A     | Enis Alaj           |
| 24 | Svizzera (bandiera) | D     | Romain Kursner      |
| 27 | Svizzera (bandiera) | D     | Sinclair Baddy Dega |
|    | Svizzera (bandiera) | A     | Julián Estéban      |

## Organigramma societario
Area tecnica
- Allenatore: Claudio Morelli
- Allenatore in seconda: Fabrice Sanches
- Preparatore dei portieri:
- Preparatori atletici:

## Calciomercato

### Sessione estiva
| Acquisti | Acquisti | Acquisti | Acquisti |
| R.       | Nome     | da       | Modalità |
| -------- | -------- | -------- | -------- |

| Cessioni | Cessioni | Cessioni | Cessioni |
| R.       | Nome     | a        | Modalità |
| -------- | -------- | -------- | -------- |

### Sessione invernale
| Acquisti | Acquisti | Acquisti | Acquisti |
| R.       | Nome     | da       | Modalità |
| -------- | -------- | -------- | -------- |

| Cessioni | Cessioni | Cessioni | Cessioni |
| R.       | Nome     | a        | Modalità |
| -------- | -------- | -------- | -------- |

## Risultati

### Promotion League
| Arbitro: | Schärli |

|                            |           |                          |
| Elmer 58’ (rig.) Frick 83’ | Marcatori | 15’ Mettler 39’ Boussaha |

| Arbitro: | Roth |

|                    |           |             |
| M'Sa 41’ Kutlu 71’ | Marcatori | 51’ Correia |

| Arbitro: | von Mandach |

|             |           |             |
| Correia 40’ | Marcatori | 90’ Collard |

| Arbitro: | Roth |

|                          |           |              |
| Alvarez 20’ Begzadić 53’ | Marcatori | 70’ Boussaha |

| Arbitro: | Huwiler |

|                          |           |  |
| Boussaha 45’ Mettler 90’ | Marcatori |  |

| Arbitro: | Carrard |

|              |           |                              |
| Marchand 49’ | Marcatori | 5’, 26’ Boussaha 71’ Mettler |

| Arbitro: | Cibelli |

|        |           |           |
| Dia 7’ | Marcatori | 38’ Wicht |

| Arbitro: | Rothenfluh |

|  |           |             |
|  | Marcatori | 38’ Correia |

| Arbitro: | Hürlimann |

|  |           |                                           |
|  | Marcatori | 19’ Pédat 28’ Vieira 65’ Nsiala 90’ Bamba |

| Arbitro: | Rosset |

|                |           |              |
| Sejmenović 56’ | Marcatori | 37’ Chappuis |

| Arbitro: | Dégallier |

|                                      |           |                             |
| Boussaha 40’ Correia 44’ Mettler 82’ | Marcatori | 22’, 22’ Budakova 66’ Kasaï |

| Arbitro: | Ovcharov |

|          |           |                                  |
| Alic 31’ | Marcatori | 10’, 46’ Mišić 76’, 89’ Boussaha |

| Arbitro: | Rothenfluh |

|                   |           |                      |
| Tréand 3’ Dia 90’ | Marcatori | 24’ Giusto 40’ Kasai |

| Arbitro: | Huber |

|             |           |                                                                |
| Villano 45’ | Marcatori | 13’ Tréand 18’, 38’ Correia 23’, 72’ Boussaha 71’ (aut.) Lanza |

| Arbitro: | Odiet |

|                               |           |                     |
| Correia 11’, 62’, 90’ Dia 56’ | Marcatori | 23’ (rig.) Kastrati |

| Arbitro: | Thies |

|                                             |           |  |
| Correia 7’ Tréand 32’ Vitkieviez 85’ (rig.) | Marcatori |  |

| Arbitro: | Dégallier |

|                            |           |              |
| Vitkieviez 27’ Correia 30’ | Marcatori | 90’ Oliveira |

| 1º marzo 2020, ore CET 18ª giornata | Münsingen | – non disputata | Étoile Carouge |  |

| 7 marzo 2020, ore CET 19ª giornata | Étoile Carouge | – non disputata | Bavois |  |

| 14 marzo 2020, ore CET 20ª giornata | Brühl | – non disputata | Étoile Carouge |  |

| 22 marzo 2020, ore CET 21ª giornata | Étoile Carouge | – non disputata | Basilea II |  |

| 28 marzo 2020, ore CET 22ª giornata | Cham | – non disputata | Étoile Carouge |  |

| 4 aprile 2020, ore CEST 23ª giornata | Étoile Carouge | – non disputata | Bellinzona |  |

| 9 aprile 2020, ore CEST 24ª giornata | Stade Nyonnais | – non disputata | Étoile Carouge |  |

| 18 aprile 2020, ore CEST 25ª giornata | Étoile Carouge | – non disputata | Yverdon |  |

| 25 aprile 2020, ore CEST 26ª giornata | Köniz | – non disputata | Étoile Carouge |  |

| 2 maggio 2020, ore CEST 27ª giornata | Étoile Carouge | – non disputata | Black Stars Basilea |  |

| 10 maggio 2020, ore CEST 28ª giornata | Zurigo II | – non disputata | Étoile Carouge |  |

| 16 maggio 2020, ore CEST 29ª giornata | Étoile Carouge | – non disputata | YF Juventus |  |

| 23 maggio 2020, ore CEST 30ª giornata | Breitenrain | – non disputata | Étoile Carouge |  |

### Coppa Svizzera
| Arbitro: | Dudic |

|  |           |              |
|  | Marcatori | 69’ Ngamaleu |

## Statistiche

### Statistiche di squadra
| Competizione     | Punti | In casa | In casa | In casa | In casa | In casa | In casa | In trasferta | In trasferta | In trasferta | In trasferta | In trasferta | In trasferta | Totale | Totale | Totale | Totale | Totale | Totale | DR  |
| Competizione     | Punti | G       | V       | N       | P       | Gf      | Gs      | G            | V            | N            | P            | Gf           | Gs           | G      | V      | N      | P      | Gf     | Gs     | DR  |
| ---------------- | ----- | ------- | ------- | ------- | ------- | ------- | ------- | ------------ | ------------ | ------------ | ------------ | ------------ | ------------ | ------ | ------ | ------ | ------ | ------ | ------ | --- |
| Promotion League | 30    | 9       | 4       | 4       | 1       | 18      | 13      | 8            | 4            | 2            | 2            | 19           | 10           | 17     | 8      | 6      | 3      | 37     | 23     | +14 |
| Coppa Svizzera   | -     | 1       | 0       | 0       | 1       | 0       | 1       | 0            | 0            | 0            | 0            | 0            | 0            | 1      | 0      | 0      | 1      | 0      | 1      | -1  |
| Totale           | 30    | 10      | 4       | 4       | 2       | 18      | 14      | 8            | 4            | 2            | 2            | 19           | 10           | 18     | 8      | 6      | 4      | 37     | 24     | +13 |

### Andamento in campionato
| Giornata  | 1 | 2  | 3  | 4  | 5  | 6 | 7 | 8 | 9 | 10 | 11 | 12 | 13 | 14 | 15 | 16 | 17 |
| --------- | - | -- | -- | -- | -- | - | - | - | - | -- | -- | -- | -- | -- | -- | -- | -- |
| Luogo     | T | T  | C  | T  | C  | T | C | T | C | T  | C  | T  | C  | T  | C  | C  | C  |
| Risultato | N | P  | N  | P  | V  | V | N | V | P | N  | N  | V  | N  | V  | V  | V  | V  |
| Posizione | 8 | 13 | 13 | 14 | 11 | 8 | 8 | 7 | 9 | 9  | 9  | 8  | 8  | 6  | 5  | 4  | 4  |

Legenda:

Luogo: C = Casa; T = Trasferta. Risultato: V = Vittoria; N = Pareggio; P = Sconfitta.

### Statistiche dei giocatori
| Giocatore      | Promotion League | Promotion League | Promotion League | Promotion League | Coppa Svizzera | Coppa Svizzera | Coppa Svizzera | Coppa Svizzera | Totale   | Totale | Totale      | Totale     |
| Giocatore      | Presenze         | Reti             | Ammonizioni      | Espulsioni       | Presenze       | Reti           | Ammonizioni    | Espulsioni     | Presenze | Reti   | Ammonizioni | Espulsioni |
| -------------- | ---------------- | ---------------- | ---------------- | ---------------- | -------------- | -------------- | -------------- | -------------- | -------- | ------ | ----------- | ---------- |
| E. Alaj        | 8                | 0                | 0                | 0                | 0              | 0              | 0              | 0              | 8        | 0      | 0           | 0          |
| L. Boussaha    | 14               | 10               | 2                | 0                | 1              | 0              | 0              | 0              | 15       | 10     | 2           | 0          |
| J. Castanheira | 0                | 0                | 0                | 0                | 0              | 0              | 0              | 0              | 0        | 0      | 0           | 0          |
| D. Chappot     | 12               | 0                | 0                | 0                | 1              | 0              | 0              | 0              | 13       | 0      | 0           | 0          |
| A. Chappuis    | 15               | 1                | 4                | 0                | 1              | 0              | 0              | 0              | 16       | 1      | 4           | 0          |
| O. Correia     | 17               | 11               | 1                | 0                | 1              | 0              | 0              | 0              | 18       | 11     | 1           | 0          |
| S. Dega        | 0                | 0                | 0                | 0                | 0              | 0              | 0              | 0              | 0        | 0      | 0           | 0          |
| M. Delley      | 0                | 0                | 0                | 0                | 0              | 0              | 0              | 0              | 0        | 0      | 0           | 0          |
| B. Dia         | 17               | 3                | 4                | 0                | 1              | 0              | 1              | 0              | 18       | 3      | 5           | 0          |
| J. Estéban     | 0                | 0                | 0                | 0                | 0              | 0              | 0              | 0              | 0        | 0      | 0           | 0          |
| R. Fernandez   | 16               | 0                | 2                | 0                | 1              | 0              | 1              | 0              | 17       | 0      | 3           | 0          |
| S. Gomis       | 12               | 0                | 5                | 0                | 1              | 0              | 0              | 0              | 13       | 0      | 5           | 0          |
| R. Kursner     | 12               | 0                | 5                | 0                | 0              | 0              | 0              | 0              | 12       | 0      | 5           | 0          |
| L. Lécureux    | 5                | 0                | 0                | 0                | 0              | 0              | 0              | 0              | 5        | 0      | 0           | 0          |
| M. Machado     | 4                | 0                | 2                | 0                | 0              | 0              | 0              | 0              | 4        | 0      | 2           | 0          |
| B. Mangana     | 0                | 0                | 0                | 0                | 0              | 0              | 0              | 0              | 0        | 0      | 0           | 0          |
| L. Mettler     | 17               | 4                | 1                | 0                | 1              | 0              | 0              | 0              | 18       | 4      | 1           | 0          |
| M. Mišić       | 9                | 2                | 0                | 0                | 0              | 0              | 0              | 0              | 9        | 2      | 0           | 0          |
| L. Monteiro    | 0                | 0                | 0                | 0                | 0              | 0              | 0              | 0              | 0        | 0      | 0           | 0          |
| K. Mvele       | 1                | 0                | 0                | 0                | 0              | 0              | 0              | 0              | 1        | 0      | 0           | 0          |
| L. Ombala      | 16               | 0                | 5                | 0                | 1              | 0              | 0              | 0              | 17       | 0      | 5           | 0          |
| R. Puntel      | 0                | 0                | 0                | 0                | 0              | 0              | 0              | 0              | 0        | 0      | 0           | 0          |
| A. Ramadani    | 10               | 0                | 1                | 0                | 0              | 0              | 0              | 0              | 10       | 0      | 1           | 0          |
| L. Reymond     | 1                | 0                | 0                | 0                | 0              | 0              | 0              | 0              | 1        | 0      | 0           | 0          |
| S. Sarr        | 15               | 0                | 3                | 0                | 1              | 0              | 1              | 0              | 16       | 0      | 4           | 0          |
| M. Sooklaul    | 0                | 0                | 0                | 0                | 0              | 0              | 0              | 0              | 0        | 0      | 0           | 0          |
| E. Suljicic    | 9                | 0                | 0                | 0                | 1              | 0              | 1              | 0              | 10       | 0      | 1           | 0          |
| G. Tréand      | 17               | 3                | 3                | 0                | 1              | 0              | 0              | 0              | 18       | 3      | 3           | 0          |
| D. Vanzo       | 9                | 0                | 2                | 0                | 1              | 0              | 1              | 0              | 10       | 0      | 3           | 0          |
| M. Vieira      | 0                | 0                | 0                | 0                | 0              | 0              | 0              | 0              | 0        | 0      | 0           | 0          |
| Q. Vieira      | 3                | 0                | 1                | 0                | 0              | 0              | 0              | 0              | 3        | 0      | 1           | 0          |
| T. Vilaranda   | 0                | 0                | 0                | 0                | 0              | 0              | 0              | 0              | 0        | 0      | 0           | 0          |
| M. Vitkieviez  | 11               | 2                | 4                | 0                | 1              | 0              | 0              | 0              | 12       | 2      | 4           | 0          |